# معاهدة لايبزيغ

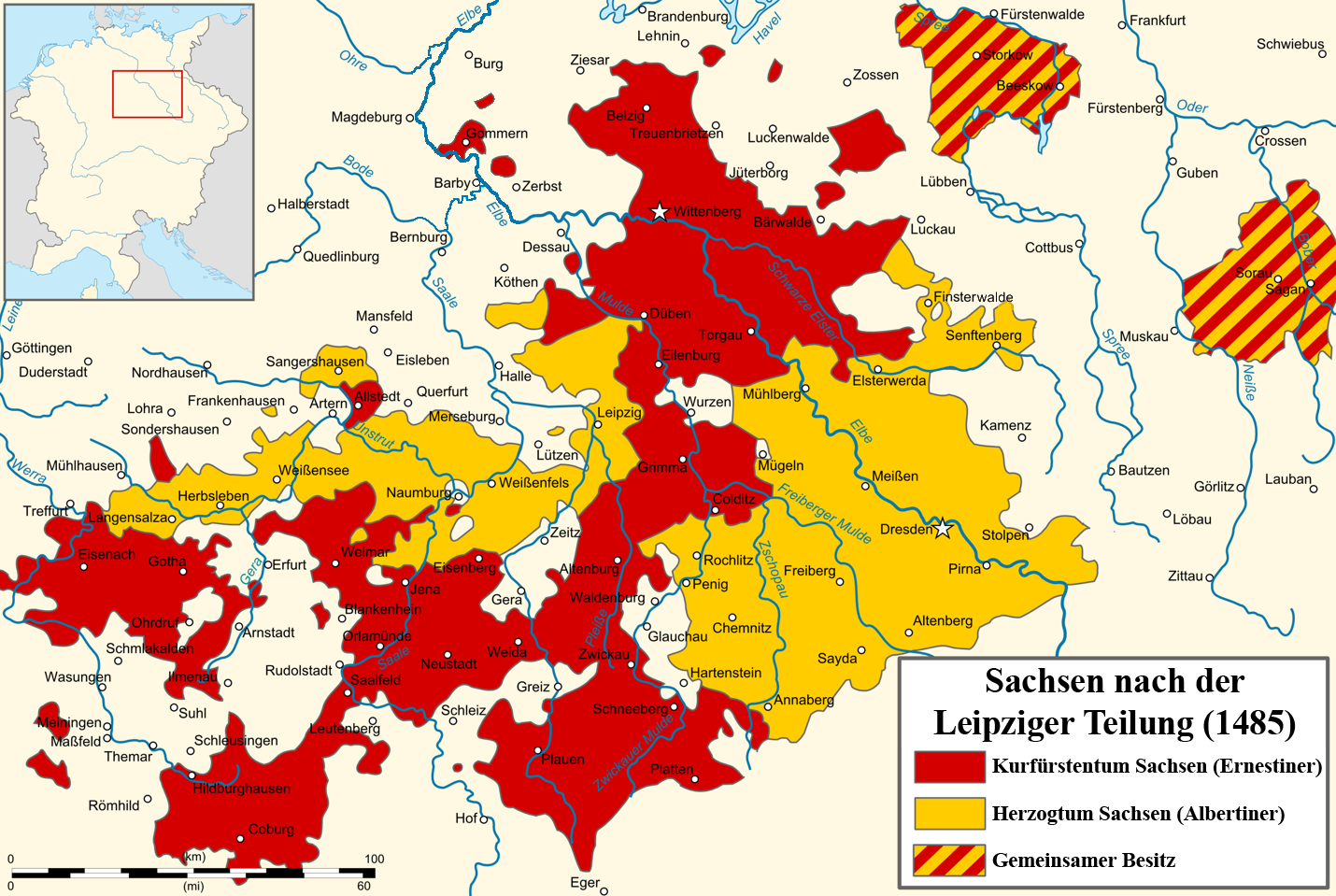
أراضي وَتِّن بعد تقسيم لايبْسِك: الأراضي الانتخابية لإرنست باللون الأحمر، والأراضي الدُّوقيّة لألبرت الثالث باللون الأصفر. الأراضي المشتركة مخططة.

وُقِّعت معاهدة لايبسك (بالألمانية: Leipziger Teilung) في 11 نوفمبر 1485م بين إرنست ناخب سكسونيا وشقيقه الأصغر ألبرت الثالث ابنَيْ فريدريك الثاني ناخب سكسونيا من بيت وَتِّن. أقرّ الاتفاق تقسيم أراضي وَتِّن إلى جزئين: سَكسونيٍّ وتورِنكيّ؛ وهو ما عرقل تطوير القوة المهيمنة لألمانيا الوسطى لأمد بعيد لصالح براندنبورغ وبروسيا.